# Ибн Фадлан
Ахмад ибн Фадлан ибн аль-Аббас ибн Рашид аль-Багдади (араб. أحمد بن فضلان بن العباس بن راشد البغدادي‎) — арабский путешественник и писатель 1-й половины X века. Один из немногих арабских путешественников, лично побывавших в Восточной Европе.
В 921—922 годах в качестве секретаря посольства аббасидского халифа аль-Муктадира посетил Волжскую Булгарию. В своём отчёте «Рисале», написанном в виде путевых заметок, оставил уникальные описания быта и политических отношений огузов, башкир, булгар, русов и хазар.

## Путешествие
Ахмад ибн Фадлан был старшим писцом-чиновником и находился под покровительством военачальника Мухаммеда ибн Сулеймана аль-Катиба, завоевавшего Египет в 904—905 годах для багдадского халифа.
В 921 году в Багдад прибыло булгарское посольство. Правитель булгар мусульманин Алмуш стремился освободиться из-под власти Хазарского каганата и с этой целью просил халифа прислать мусульманских наставников и строителей мечети, а также соорудить военную крепость.
Ответное арабское посольство аббасидского халифа Аль-Муктадира, возглавляемое Сусаном ар-Раси, выехало из Багдада 21 июня 921 года (11 сафара 309 года хиджры) и возвратилось в Багдад весной 923 года. В состав посольства в качестве секретаря был включён Ахмад ибн Фадлан. Помимо задачи упрочения ислама в странах Восточной Европы, халиф рассчитывал усилить своё политическое влияние в регионе и получить от союза с правителем булгар торговые привилегии.
Путь пролегал в обход хазарских земель через Среднюю Азию: через Рей, Нишапур в Бухару, оттуда назад к Амударье и вниз по реке до столицы Хорезма Кят. Перезимовав в Джурджании (Старом Ургенче), 4 марта 922 года послы двинулись по суше к берегам Волги. «Отроки», выехавшие с посольством из Багдада, а также законовед (факих) и вероучитель (муаллим) покинули посольство, «побоявшись въехать в эту страну» (страну огузов). С этого момента выполнение всех миссионерских задач посольства падает на одного Ахмада ибн Фадлана, он становится его фактическим руководителем.
Совершив переезд через Устюрт, посольство около 20 марта прибыло в страну огузов (или «гуззов»), занимавших тогда приблизительно область западного Казахстана. Среди знати наибольшее влияние имел Этрек, начальник войска огузов. Ибн Фадлан преподнёс ему царские подарки. Этрек радушно принял посольство, но к предложению принять ислам отнёсся очень осторожно, сказав, что даст халифу ответ, когда послы будут ехать обратно. Однако военачальники огузов, собранные Этреком на совещание, обсуждали вопрос не о принятии ислама, а о том, как поступить с самими послами. Предложения были: разрезать каждого из них пополам, дочиста ограбить или отдать их хазарам в обмен на пленных огузов. Таким образом, в стране огузов посольство потерпело полную дипломатическую неудачу и было радо, что смогло благополучно выбраться оттуда.
12 мая 922 года (12 мухаррама 310 года по хиджре) посольство халифа прибыло в ставку правителя булгар. Хазарию Ибн Фадлан, по-видимому, не посещал, но так же включил рассказ о ней в свой отчёт. Финальная часть «Записки» не сохранилась, поэтому об обратном маршруте миссии ничего не известно, однако из категоричного свидетельства Йакута ар-Руми следует, что Ибн-Фадлан довёл рассказ до возвращения в Багдад.
Политические результаты миссии выглядят не ясными. Ничего из задуманных планов не было выполнено. Огузы ислама не приняли, правитель булгар, не получив денег на постройку крепости, разуверился в помощи халифа и предпочёл сохранить тесную связь со Средней Азией. В Хазарии мусульманская партия подверглась репрессиям.
В Булгарии Ибн Фадлан видел прибывших туда для торговли русов (араб. روس‎) и оставил ценное описание их обрядов, включая свидетельство о сжигании знатного руса в ладье с рабыней. Рассказ Ибн Фадлана сохранил детали архаических религиозных обрядов русов, многие из которых имеют отчётливый скандинавский облик.
По возвращении в Багдад Ахмад ибн Фадлан составил «Записку» (араб. «Рисале»), написанную в виде путевых заметок и являющуюся одним из важнейших источников по раннесредневековой истории Поволжья, Заволжья и Средней Азии. Особенную ценность свидетельствам придаёт то, что они написаны очевидцем. Восточную Европу из арабских географов до Ибн Фадлана лично посещал только ал-Хорезми, но его труд выполнен в жанре математической географии и не содержит описаний, а после Ибн Фадлана, в XII веке — ал-Гарнати. В арабо-персидском мире произведение Ибн Фадлана пользовалось большой популярностью, благодаря содержащимся в нём развлекательным рассказам о «диковинках» (арабск. «аджаиб»).

## Рукописи, история изучения
Первоначальный текст книги утерян. Фрагменты дошли в «Географическом словаре» арабского энциклопедиста XIII века Йакута ар-Руми. В данном виде произведение впервые было опубликовано в 1823 году российско-немецким академиком Френом на немецком языке. Единственный известный список «Записок» был обнаружен востоковедом Ахмет-Заки Валидовым (Тоганом) в 1923 году в библиотеке при гробнице имама Али ибн-Риза в Мешхеде (Иран). Рукопись XIII века наряду с другими произведениями содержит текст «Записки» (стр. 390—420). Конец рукописи отсутствует. Произведение Ибн Фадлана также цитировали два иранских автора: Наджиб Хамадани (2-я половина XII века) и Амин Рази (конец XV века).
В 1937 году фотокопия документа была передана правительством Ирана в дар Академии наук СССР. На её основе А. П. Ковалевским был сделан перевод, опубликованный в 1939 году под редакцией И. Ю. Крачковского (авторство не указано из-за ареста переводчика). В том же году вышел немецкий перевод А.-З. В. Тогана. Второе переработанное издание перевода Ковалевского вышло в 1956 году в Харькове.

## Книга «Пожиратели мёртвых» и фильм «13-й воин»
История Ибн Фадлана послужила одним из источников для романа Майкла Крайтона «Пожиратели мёртвых» (1976), которая, по признанию самого Крайтона, была задумана как своего рода ремейк «Беовульфа». В книге Ибн Фадлан сопровождает варягов в их военной экспедиции против диких племён, напавших на мирное поселение (в комментариях Крайтон намекает на то, что варяги сражаются с последними неандертальцами). Многие сцены романа воспроизводят зарисовки Ибн Фадлана о нравах и обычаях русов.
По мотивам романа был поставлен фильм «13-й воин», в котором арабского посланника играет актёр Антонио Бандерас. В фильме картины жизни русов несколько смягчены из цензурных соображений. После выхода фильма роман был переиздан под названием «13-й воин».